# Hørup Hav
Koordinaten: 54° 53′ 24″ N, 9° 55′ 12″ O

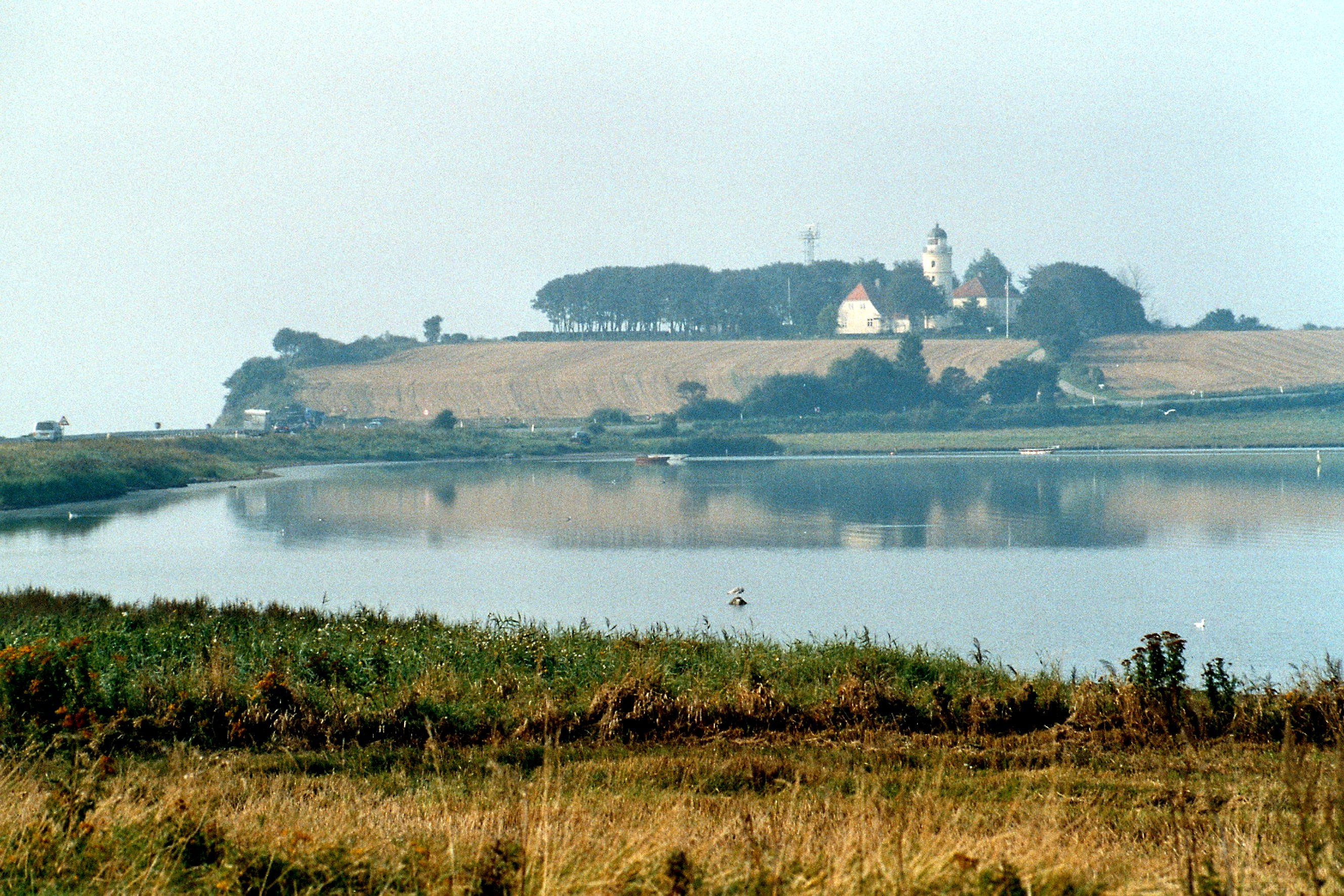
Das östliche Ende des Hørup Hav und der Leuchtturm Kegnæs Fyr

Hørup Hav (dt.: Höruper Haff, auch Hörup-Haff) ist ein nördlicher Nebenarm der Flensburger Außenförde, nur wenige Kilometer südöstlich der dänischen Stadt Sønderborg (deutsch Sonderburg). Es trennt den Hauptteil der dänischen Insel Als (deutsch Alsen) von der zur Insel gehörigen und ihr südlich vorgelagerten Halbinsel Kegnæs (deutsch Kekenis, dänisch früher Kajnæs). Die Halbinsel ist nur im äußersten Osten durch eine sehr schmale, nur einige Dutzend Meter breite, Landverbindung – den Naturdamm Drejet – mit der Insel selbst verbunden. Das Haff verläuft zunächst nach Nordosten, bildet im Norden ein Knie und verläuft dann nach Südosten. Am Nordufer des Knies liegt die Gemeinde Hørup Sogn, nach der das Gewässer benannt ist, mit einem Yachthafen in der Stadt Høruphav. An der Südspitze der Halbinsel Kegnæs steht der 1896 erbaute, 18 m hohe Leuchtturm Kegnæs Fyr, der von Mai bis September besichtigt und auch bestiegen werden kann.

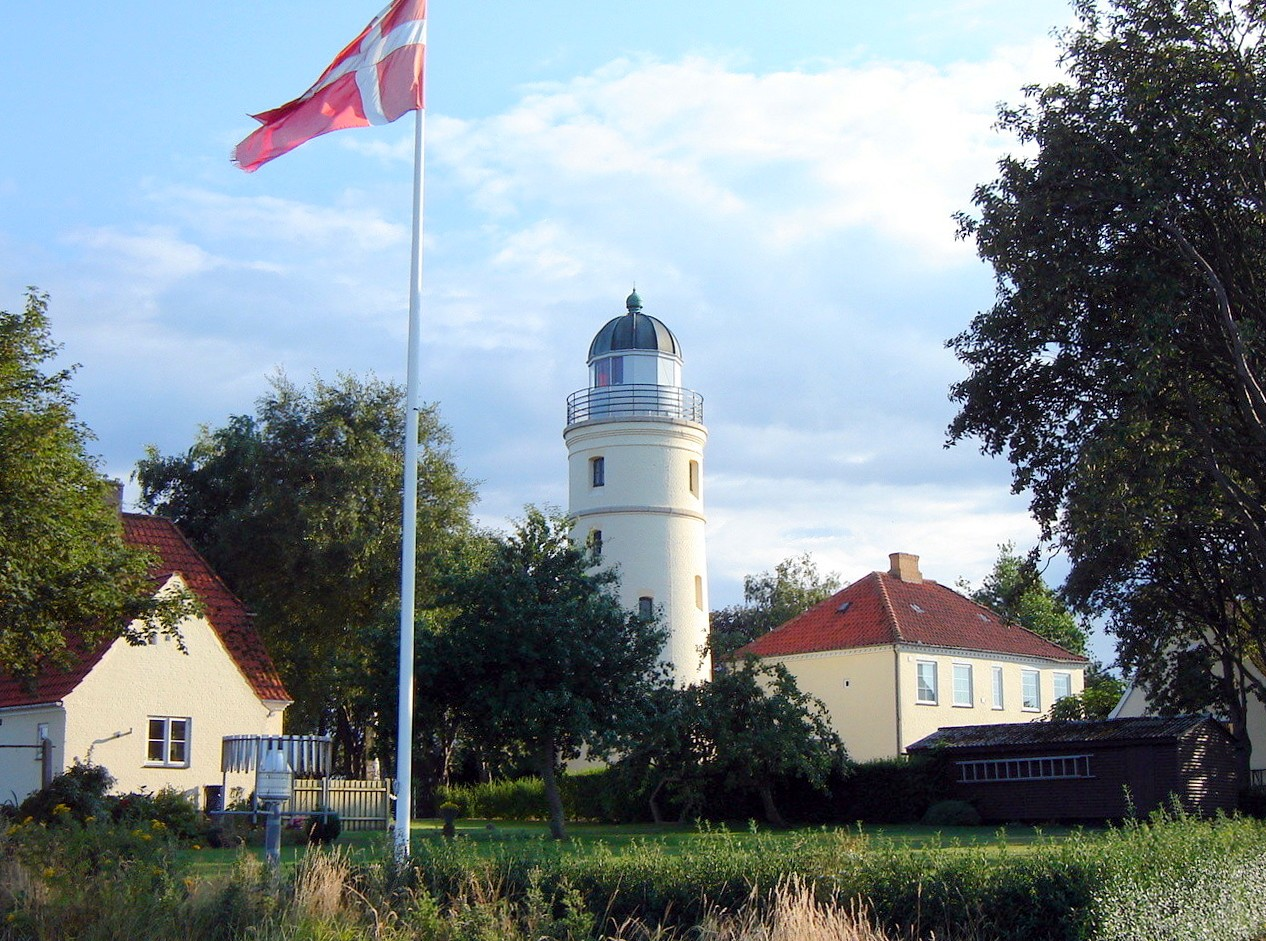
Der Leuchtturm Kegnæs Fyr

Das Haff ist etwa 1,5 km breit. Von seiner Einmündung in die Flensburger Förde bis zum Knie bei Høruphav sind es etwa 4 km, von dort bis zum Ostende noch einmal etwa 9 km. Es ist tief und bildet einen natürlichen Hafen, der auch große Schiffe aufnehmen kann. Vor dem Ersten Weltkrieg ankerten dort u. a. das deutsche Linienschiff Wörth (Tiefgang 7,4 m) und der Schlachtkreuzer Moltke (Tiefgang 9,2 m).
An der nördlichen Küste des Hørup Hav endet in Høruphav der Gendarmstien, ein ehemaliger Kontrollweg, an dem dänische Gendarmen von 1920 bis 1958 an der deutsch-dänischen Grenze patrouillierten und die Schifffahrt kontrollierten.

## Geschichtliches
Während der Eroberung der Insel Alsen durch preußische Truppen im Deutsch-Dänischen Krieg von 1864 ankerten die dänischen Truppentransporter im Haff, verlegten dann aber an die Südseite der Halbinsel Kegnæs, um von den von Norden heranrückenden Preußen nicht abgeschnitten und eingeschlossen zu werden. Nach der preußischen Eroberung des Höruper Haffs und der Halbinsel Kegnæs wurde sogar erwogen, im Höruper Haff den neuen preußischen Kriegshafen anzulegen, der dann jedoch in Kiel eingerichtet wurde. Dennoch setzte sich danach das Gebiet der Flensburger Förde als Übungsbereich für Torpedoabschüsse durch, da die Kieler Förde sich als zu klein erwies. In den Jahren 1901/1902 wurde von der Kaiserlichen Marine in Flensburg-Mürwik die Torpedostation errichtet. Die günstigen Gegebenheiten im Höruper Haff führten zudem dazu, dass die Berliner Maschinenbau AG vormals L. Schwartzkopff, die seit 1876 Torpedos herstellte, ab September 1904 eine eigene Torpedoversuchsstation mit Torpedoschießanlage dort einrichtete.
Am Ende des Zweiten Weltkriegs versenkten gemäß dem lange bestehenden, allerdings von Großadmiral Dönitz noch am Abend des 4. Mai 1945 aufgehobenen Regenbogen-Befehl, sechs deutschen U-Boot-Besatzungen ihre Boote am 5. Mai 1945 im Höruper Haff: U 37, U 351, U 1234, U 2352, U 4701 und U 4704.